# Born to Run (альбом)
Born to Run (с англ. — «Рождён, чтобы бежать») — третий студийный альбом американского автора-исполнителя Брюса Спрингстина, выпущенный 25 августа 1975 года на лейбле Columbia Records. Запись альбома, спродюсированного автором совместно с Майком Аппелем и Джоном Ландау, проходила в Нью-Йорке на студиях 914 Sound Studios и Record Plant Studios. Альбом ознаменовал попытку Спрингстина пробиться в мейнстрим после коммерческого провала его первых двух пластинок. Музыкант стремился имитировать «Стену звука» (придуманную Филом Спектором), что привело к затянувшимся изнурительным сессиям с его аккомпанирующей группой E Street Band, продолжавшимся с января 1974 года по июль 1975-го; только на создание заглавной композиции ушло шесть месяцев.
Born to Run представляет собой рок-н-ролльную запись с элементами поп-, фолк- и хартленд-рока, а также R&B. Тексты посвящены историям людей, которые чувствуют себя загнанными в ловушку и мечтают о побеге к лучшей жизни, воплощённой в романтических лирических образах дорог и путешествий. По задумке Спрингстина события всех песен происходили в течение одного длинного летнего дня и ночи. В этот раз тексты песен были менее связаны с его родным штатом Нью-Джерси, нежели на предыдущих работах. Обложка альбома, на которой Спрингстин опирается на плечо саксофониста E Street Band Кларенса Клемонса, считается культовой, её пародировали различные музыканты и СМИ. В 2011 году она заняла 15-е место среди лучших обложек всех времён по версии издания Music Radar.
Благодаря масштабной рекламной кампании Born to Run разошёлся многомилионным тиражом, достигнув 3-го места в чарте Billboard Top LPs & Tape и показав высокие результаты в нескольких других американских хит-парадах. В поддержку альбома были выпущены два сингла, «Born to Run» и «Tenth Avenue Freeze-Out», первый из них стал стал визитной карточкой музыканта. Выход альбома вызвал большой ажиотаж, что привело к негативной реакции со стороны критиков, которые выражали скептицизм по поводу того, была ли шумиха оправданной. После выхода альбома у Спрингстина возникли разногласия с Аппелем, которые переросли в судебную тяжбу. Из-за возникших проблем он не мог записывать новый материал, поэтому был вынужден практически два года гастролировать по Европе и США. Born to Run получил весьма благоприятную прессу. Критики высоко оценили тексты и музыку, хотя некоторые сочли альбом перепродюсированным, а поведение Спрингстина — эгоцентричным.
Born to Run стал прорывным альбомом в карьере Брюса Спрингстина. Его успех обусловлен тем, что он отразил идеалы целого поколения американской молодёжи на фоне десятилетия политических потрясений, войн и обострения проблем рабочего класса. В последующие десятилетия лонгплей стал восприниматься как шедевр и одна из лучших работ Спрингстина. Он фигурировал в различных списках величайших альбомов всех времён и был включён Библиотекой Конгресса в Национальный реестр аудиозаписей за «культурную, историческую или эстетическую значимость». В 2005 году, в честь 30-летнего юбилея записи, Born to Run был переиздан в виде делюксового издания, включающего концертный фильм  и документальную ленту Wings for Wheels подробно описывающую создание альбома.

## Предыстория
Руководство в Columbia сменилось — с тех пор, как Брюс подписал [с лейблом] контракт — и новые ребята не входили в число его фанатов. Оценив ужасные продажи первых двух пластинок музыканта, они бросили ему вызов, снабдив достаточным количеством денег только на запись первого сингла. От этой песни зависело, будет ли профинансирован остальной его альбом.— Чарльз Мосс, журнал The Week, 2015 год
Первые два альбома Брюса Спрингстина — Greetings from Asbury Park, N.J. и The Wild, the Innocent & the E Street Shuffle — были выпущены в 1973 году на лейбле Columbia Records. Несмотря на то, что пластинки были тепло встречены критиками, они плохо продавались. К 1974 году музыкант был популярен лишь у себя дома — на Восточным побережьем США, и вера лейблов в его успех начала ослабевать. В Columbia сменилось руководство, и новые боссы стали отдавать предпочтение начинающему, подающему надежды Билли Джоэлу. Низкий моральный дух сказался на команде Спрингстина — его менеджере Майке Аппеле и аккомпанирующей группе E Street Band. После того, как Спрингстин отклонил предложение CBS Records записать альбом в Нэшвилле с сессионными музыкантами и привлечённым продюсером, лейбл согласился профинансировать ещё один альбом, договорившись, что в случае провала они разорвут с ним контракт. Аппелю удалось выбить дополнительное финансирование у лейбла, за счёт решения вновь использовать бюджетную студию 914 Sound Studios (Блаувельт, штат Нью-Йорк). В ней Спрингстин записывал две свои предыдущие пластинки.
Фраза «born to run» пришла Спрингстину в голову посреди ночи, когда он лежал в постели своего дома в Уэст-Лонг-Бранч. По словам музыканта, название «рождало [в воображении] образ кинематографической драмы, которая, как я думал, будет сочетаться с музыкой, звучащей у меня в голове». Вдохновлённый музыкальными мотивами и лирическими темами рок-н-ролльных исполнителей 1950-х и 1960-х годов, таких как Дуэйн Эдди, Рой Орбисон, Элвис Пресли, Фил Спектор, The Beach Boys и Боб Дилан, Спрингстин начал сочинять песню, которая переросла в «Born to Run». Впоследствии он вспоминал: «Это был переломный момент. Она оказалось ключом к созданию остальных композиций пластинки». С самого начала он хотел добиться для песен выраженного «студийного» звучания». Это был первый альбом, когда Спрингстин задействовал аппаратные мощности студии в полной мере, а не просто воспроизводил типичное звучание своих концертных выступлений.

## Запись
Если запись „Born to Run“ казалась для E Street Band изнурительной, то в сравнении с оставшимися семью песнями, помноженным на заоблачный перфекционизм Спрингстина, это оказалось цветочками.— Чарльз Мосс, журнал The Week, 2015 год

### 914 Sound Studios
«У меня были огромные амбиции в отношении [этого альбома]. ... Я хотел записать величайшую рок-пластинку, которую я когда-либо слышал. Я хотел, чтобы она звучала грандиозно, чтобы она хватала вас за горло и вынуждала принять участие в этом путешествие, чтобы она заставила вас обратить внимание — не только на музыку, но и на свою жизнь, почувствовать себя живым».
Запись альбома стартовала в январе 1974 года. Спрингстин и Аппель выступили в качестве сопродюсеров; продюсер предыдущих пластинок — Greetings и The Wild — Джимми Кретекос не захотел возобновлять сотрудничество сославшись на низкую зарплату. Тем не менее, Луис Лахав, звукорежиссёр этих альбомов, согласился принять участие в сессиях. Состав группы E Street Band выглядел следующим образом: Кларенс Клемонс (саксофон), Дэнни Федеричи (орга́н), Дэвид Сансиус (фортепиано), Гарри Таллент (бас) и Эрнест Картер (ударные); последний заменил Вини «Бешеного пса» Лопеса, которого уволили вскоре после начала сессий из-за неуживчивого характера. Группа постоянно разрывалась между студийной работой и живыми выступлениями. Спрингстин использовал концерты для обкатывания нового материала, и проводил в студии гораздо больше времени, совершенствуя новые песни, нежели в период создания предыдущих альбомов. На тот момент среди черновых названий будущей пластинки фигурировали: From the Churches to the Jails, The Hungry and the Hunted, War and Roses и American Summer.
Работа над песней «Born to Run» длилась шесть месяцев. Перфекционизм Спрингстина приводил к изнурительным сессиям: музыкант был одержим каждым слогом, нотой и звуковой текстурой, изо всех сил стараясь перенести на плёнку музыку так, как он она звучала в его голове. Его стремление создать «Стену звука» в стиле Фила Спектора переросло в то, что на 16-дорожечном микшерном пульте на каждую дорожку записывалось по нескольку инструментов, в итоге, каждое новое наложение усложняло запись и сведение. То и дело переписывая текст, Спрингстин вместе с Аппелем создал несколько миксов, содержащих электрические и акустические гитары, фортепиано, орга́н, духовые, синтезаторы и колокольчики, а также струнные и вокал бэк-вокалисток. По слухам, у «Born to Run» было до пяти различных версий. Спрингстин отмечал, что финальный вариант песни состоял из 72 наложений, втиснутых в 16 аудиодорожек. Музыкант остался доволен финальной версией микса, который был завершён в августе 1974 года. Лейблы CBS/Columbia отказались выпускать «Born to Run» в качестве первого сингла, желая сначала получить весь альбом, чтобы раскрутить песню одновременно.
В том же месяце, когда был завершена «Born to Run», Сансиус и Картер ушли из E Street Band, чтобы создать свою собственную джаз-фьюжн-группу Tone. Их заменили Рой Биттан (фортепиано) и Макс Вайнберг (ударные). Биттан имел опыт работы в симфонических оркестрах, в то время как Вайнберг сотрудничал с различными рок-группами и участвовал в бродвейских постановках. Хотя Биттан был наслышан о музыке Спрингстина, Вайнберг ничего о ней не знал. Новички хорошо вписались в коллектив, предлагая свежие музыкальные идеи и разбавляя напряжённую атмосферу, накопившуюся у остальной части группы за годы изнурительной записи и выступлений. Биттан в подавляющем большинстве песен заменил Федеричи, единственным вкладом которого в альбом была партия орга́на в «Born to Run». Позже Биттан признался, что, по его мнению, это было связано с их непохожими друг на друга стилями исполнения и его желанием «проявить себя».
Работа в студии  914 Studios продолжалась до конца октября. Группа пыталась записать песни «Jungleland», «She’s the One», «Lovers in the Cold», «Backstreets» и «So Young and in Love», однако плохое оборудование и отсутствие у Спрингстина чёткого музыкального курса тормозили процесс. Публицист Дэйв Марш предположил, что Спрингстину пришлось смириться с пребыванием в 914 Studios из-за высокого роста расходов на студийное производство, несмотря на то, что в тот период были свободны студии более высокого качества. В ноябре Аппель разослал «Born to Run» по различным американским радиостанциям, что руководители CBS расценили как профессиональную халатность. Тем не менее, этот манёвр вызвал интерес к песне и усилил ожидание выхода альбома у аудитории, что побудило Columbia профинансировать дальнейшую запись. «Born to Run» стали часто запрашивать на радиостанциях и на концертах.
К январю 1975 года работала над альбомом продолжалась уже больше года, однако готова была лишь одна песня. Процесс по-прежнему осложнялся плохим качеством оборудования и перфекционизмом Спрингстина — желанием делать как можно больше дублей (часть из которых забраковывалась), пытаясь добиться идеального результата. Премьера новой песни, «Wings for Wheels», состоялась на концерте в феврале. Брюс чувствовал, что ему не хватает правильного музыкального курса, и обратился за советом к продюсеру Джону Ландау, который ранее раскритиковал звучание The Wild в статье для The Real Paper. Их встреча состоялась в апреле 1974 года, и вскоре переросла в крепкую дружбу. В феврале 1975-го Ландау пригласили на сессию, где он предложил перенести саксофонное соло в «Wings for Wheels» из середины песни в конец. Спрингстину понравился результат и он нанял Ландау в качестве сопродюсера пластинки.

### Record Plant
Дата релиза эфемерна, а вот пластинка — это навсегда.— Брюс Спринстин размышляет о длительности работы над альбомом, 1975 год
«Как только представители Columbia услышали песню „Born to Run“ они сразу же „включили заднюю“ и согласились профинансировать пластинку».
В марте 1975 года Ландау настоял на переезде в более престижную студию Record Plant на Манхэттене. Он помог Спрингстину взглянуть на ситуацию с иной стороны и взять новый музыкальный курс. Брюс вспоминал: «[Ландау] подкинул мне идею: „Давайте сделаем рок-н-ролльную пластинку“. У нас тогда всё шло наперекосяк, а он смог направить нас в нужное русло». Когда между Аппелем и Ландау возникали разногласия по поводу методов продюсирования, Спрингстин улаживал их трения. Вместе с музыкантами E Street Band, они помогли Брюсу закончить уже начатые идеи (прекратив отвлекаться на создание новых). Луис Лахав не смог участвовать в сессиях по семейным обстоятельствам, поэтому место звукорежиссёра занял Джимми Айовин, до этого сотрудничавший с Джоном Ленноном.
Сессии в Record Plant продолжались с марта по июль 1975 года. За исключением нескольких концертов, Спрингстин провёл большую часть этих месяцев, работая над альбомом. Процесс был изнурительными, сессии затягивались, несмотря участие Ландау и Айовина — больших мастеров своего дела. Хотя минусовки и вокал были записаны без особых проблем, Брюс был одержим качеством наложений, маниакально переписывал тексты (иногда часами дорабатывая отдельные фразы) и переделывал аранжировки, тратя на отдельные по нескольку дней. «[Сессии] превратились в не́что, что разрушало меня, буквально втаптывало в землю» — вспоминал музыкант. Вайнберг назвал этот альбом самым сложным проектом в своей карьере, а Федеричи сетовал: «Во время работы над этой пластинкой, у нас оставалось времени лишь на сон и на еду». Как правило сессии начинались в три часа по полудню и продолжались до шести утра следующего дня.

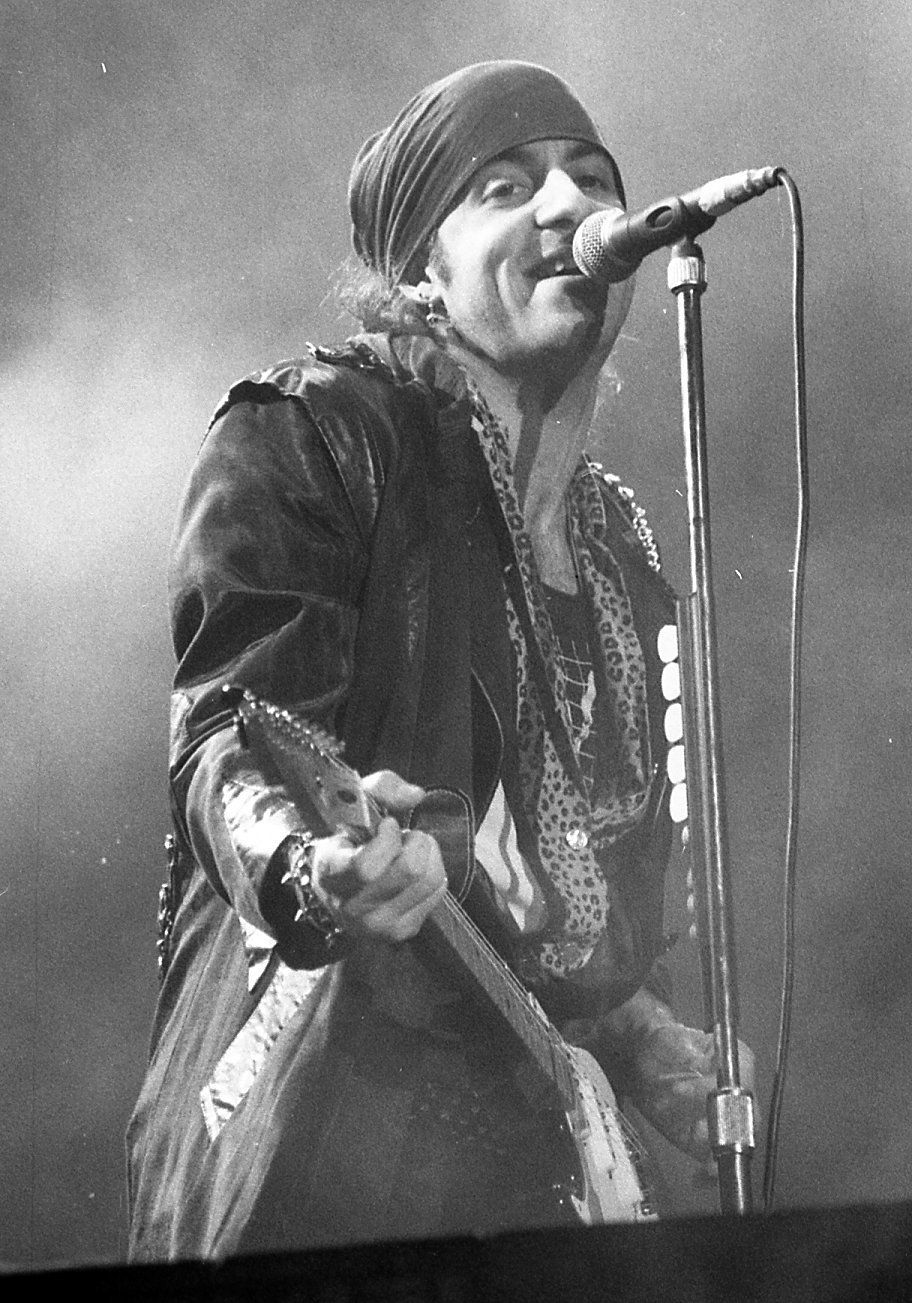
Стивен Ван Зандт сочинил аранжировку для песни «Tenth Avenue Freeze-Out» прямо в студии и вскоре присоединился к группе E Street Band

«Wings for Wheels», переименованная в «Thunder Road», была закончена в апреле. Спрингстину потребовалось 13 часов, чтобы записать к ней гитарные партии. В мае были готовы «Night» и «Tenth Avenue Freeze-Out». Для записи последней Брюс пригласил дуэт Brecker Brothers (Рэнди и Майкла), Дэвида Сэнборна и Уэйна Андре, которые сыграли на духовых инструментах. Спрингстин и Биттан не смогли закончить аранжировки духовых к приезду музыкантов, поэтому друг Брюса и его бывший коллега по группе Steel Mill Стивен Ван Зандт придумал их прямо в студии. Вскоре после этого он присоединился к E Street Band в качестве гитариста. Спрингстин использовал тематические идеи из «She’s the One» для завершения текста песни «Backstreets», первоначально называвшейся «Hidin’ on the River». В «Meeting Across the River» (чьим рабочим название было «The Heist») на контрабасе сыграл Ричард Дэвис, который уже сотрудничал с Брюсом — поучаствовав в записи песни «The Angel» из альбома Greetings. В «Jungleland» прозвучала скрипка Суки Лахав, жены Луиса, и длинное саксофонное соло Клемонса, на доработку которого он потратил 16 часов, чем очень порадовал Спрингстина, который продиктовал музыканту практически каждую сыгранную им ноту. Клемонс сыграл несколько разных соло, фрагменты из которых были сведены в единое произведение; затем он воспроизвёл окончательный результат.

### Микширование
Пластинка доделывалась в большой спешке. По словам Айовина сведение альбома продолжалось «девять дней без остановки». Последние несколько суток были самыми напряжёнными; группа буквально разрывалась между доделыванием альбома и репетициями предстоящего турне, которое должно было начаться 20 июля. Спрингстин написал в своей автобиографии Born to Run 2016 года: «В течение трёхдневного 72-часового спринта, работая одновременно в трёх студиях, мы с Кларенсом закончили саксофонное соло в „Jungleland“, буквально подбирая фразу за фразой, в одной, затем я смикшировал „Thunder Road“ в другой, и записывал вокал для „Backstreets“ в третьей». Спрингстин был требователен и отказывался идти на компромиссы, утверждая, что в тот момент он мог «слышать [в песнях] только недочёты». В то же время между Аппелем и Ландау разразилась борьба за то, чтобы сохранить в альбоме (на тот момент, уже полностью готовом) те или иные песни. Так, Аппель настоял на исключении песен «Linda Let Me Be the One» и «Lonely Night in the Park», при этом отстояв композицию «Meeting Across the River». Сведение продолжалось вплоть до 20 июля, и закончилось ранним утром — в день начала гастрольного тура .
Мастерингом занимался Грег Келби, пока музыканты были на гастролях. Первоначальный результат привёл Спрингстина в ярость — он выбросил альбом в бассейн отеля, в котором квартировал. Брюс подумывал о том, чтобы свернуть весь проект и перезаписать альбом с нуля, вживую, однако Ландау смог его переубедить «объяснив что „искусство“ порой работает непостижимыми способами. То, что делает какую-то вещь великой, может казаться её недостатком». Спрингстину прислали несколько миксов, пока он гастролировал, и он отклонил все, кроме одного, который всё таки одобрил в начале августа.

### Недошедший материал
Самыми известными песнями не попавшими на Born to Run являются «Lonely Night in the Park», «A Love So Fine», «A Night Like This», «Janey Needs a Shooter», «Lovers in the Cold» «Linda Let Me Be the One» и «So Young and in Love». В 1998 году две последние были выпущены в бокс-сете Tracks. Черновые миксы «Lovers in the Cold» и «Lonely Night in the Park» прозвучали на онлайн-радиостанции E Street Radio в 2005 году. Композиция «Janey Needs a Shooter» была переработана Спрингстином и Уорреном Зивоном в «Jeannie Needs a Shooter» для альбома последнего Bad Luck Streak in Dancing School (1980). Оригинальная версия «Janey Needs a Shooter» была включена в пластинку Спрингстина Letter to You (2020).

## Музыка и тематика текстов
В песнях было много того, что нам нравилось, из музыки, которую мы любили, но было и кое–что ещё — чувство страха и неуверенности в будущем, в том, кто ты такой, куда идёшь, куда движется твоя страна….— Брюс Спринстин о содержании альбома, 2005 год
«Что касается текстов, то я придерживался классических символов рок-н-ролла и пытался найти способ использовать их так, чтобы они не выглядели анахронично. ... В альбоме [Born to Run] я попрощался со своими юношескими представления о любви и свободе... [он] как-бы стал для меня водоразделом».
«Не думаю, что американская мечта заключалась в том, что каждый добьется успеха или что все поголовно заработают миллиард долларов. Тем не менее, она подразумевала под собой то, что у каждого будет возможность прожить жизнь с достоинством и шансом на самоуважение».
В музыкальном плане Born to Run демонстрирует такие стили, как рок-н-ролл, поп-рок, фолк-рок и R&B. Биограф Питер Эймс Карлин утверждает, что альбом отражает «суть рок-н-ролла 1950-х и поэзию битников фолк-рока 1960-х, спроецированную на потрёпанный дух Америки середины 1970-х». Спрингстин сочинил большинство песен на фортепиано, что, по мнению Роба Киркпатрика, придало им «особую мелодичность». Позже Брюс заявил, что фортепиано Биттана «определило звучание» альбома. Пластинка спродюсирована в стиле «Стены звука» Фила Спектора, методики, при помощи которой инструментальные дорожки и сложные музыкальные аранжировки объединялись таким образом, чтобы каждая песня напоминала симфонию. По словам Спрингстина, он хотел бы, чтобы Born to Run звучал как «Рой Орбисон, поющий Боба Дилана и все это было спродюсировано Филом Спектором». Записывая вокал он вдохновлялся стилем Орбисона, а источником вдохновения для гитарных музыканта партий послужил Дуэйн Эдди. Писатель Фрэнк Роуз подчеркнул, что в альбоме Спрингстин отдаёт дань уважения популярным женским ду-воп коллективам 1960-х годов, таким как The Shirelles, The Ronettes и The Shangri-las, тем которые наделяли красотой голосов спродюсированные Спектором песни про любовь. У каждой из песен альбома есть музыкальное вступление, которые задаёт определённую настроение и атмосферу.
Согласно концепции Спрингстина, действие всех песен происходит в течение одного длинного летнего дня и ночи. По словам писателя Луиса Мазура, главной темой альбома является «одиночество и поиск собеседника». Персонажи — простые люди, которые запутались в своих жизнях и чувствуют себя загнанными в ловушку обыденности; различные места, фигурирующие в пластинке, такие как улицы и дороги, предлагают им выход из ситуации, но не являются панацеей. Публицист Treble Хьюберт Вигилла описал эту концепцию как «всесторонний подход» к цельной структуре альбома, так как обе стороны пластинки начинаются с оптимистичных песен, которые внушают слушателю надежду, а заканчиваются пессимистичными композициями о предательстве. В текстах песен Спрингстин затрагивает темы города и ночной жизни («Tenth Avenue Freeze-Out», «Backstreets» и «Meeting Across the River»); поёт о некой неотразимой женщине («She’s the One»), о порабощении рабочего класса («Night»); и о шоссе — как средстве бегства и пути к взрослению («Thunder Road», «Born to Run» и «Jungleland»). Журналистка Вероника Херманн пришла к выводу, что лирические герои песен Born to Run по большей части либо куда-то бегут, либо пытаются от кого-то скрыться, либо с кем-то встретиться, либо едут куда-то в даль.
Born to Run увидел свет в период когда многие простые обыватели были вынуждены попрощаться с американской мечтой — страна пережила поражение во Вьетнаме, Уотергейтский скандал и нефтяной кризис 1973 года. По мнению Карлина, обнадёживающие песни Спрингстина, преисполненные идеалами, что дорога может привести вас куда угодно, оказывали «ошеломляющий» эффект в период, отмеченный убийствами, войнами, политической коррупцией и крахом субкультуры хиппи. В качестве эксперимента Херманн проанализировал тексты песен с позиции тоски по светлому прошлому, сделав вывод, что «герои и героини пластинки сталкиваются с потерей безопасности и стабильности, [и] последствиями проигранной войны», что приводит их к решению пуститься наутёк от «американской мечты». Спрингстин «очень, очень долго» работал над текстами, потому что хотел избежать «классических рок-н-ролльных клише», вместо этого превратив героев своих песен в полноценных и эмоциональных персонажей: «Это было началом создания определённого мира, к которому, тем или иным образом, будут отсылать все остальные герои [моих песен], и с которым будут резонировать в течение следующих 20 — 30 лет».
Песни в значительной степени автобиографичны и вдохновлены нуаром категории В, который нравился Спрингстину в то время; он хотел испытать и запечатлеть новые идеалы, основанные на его жизненном опыте тех лет. Как и его первые два альбома, Born to Run содержит религиозные образы, в частности идею «поиска», хотя она и разбавлена мрачным, апокалиптическим пейзажем. Однако, в отличие от Greetings и Wild, большинство песен третьей пластинки Брюса не связаны только лишь со штатами Нью-Джерси и Нью-Йорк, вместо этого они переключаются на всю Америку, чтобы стать понятнее и доступнее для более широкой аудитории. По словам Спрингстина, «большинство песен о [человеке в] тупике».

### Первая сторона
«Thunder Road» — это своего рода приглашение отправиться с автором в длинное путешествие, вдохновлённое одноимённым фильмом 1958 года. Лирический герой песни умоляет предмет своего воздыхания присоединиться к нему и оставить прошлую жизнь позади, чтобы начать всё заново, полагая, что времени на раздумье нет и они должны действовать без промедления. Мазур утверждает, что титульная песня «обрисовывает надежды и мечты, а остальная часть альбома — это исследование того, могут ли они быть реализованы и каким образом». По мнению Киркпатрика, песня представляет собой переписанную версию «Rosalita (Come Out Tonight)» (схожей версии придерживался писатель Брайан Хайатт) из The Wild продемонстрированную с «менее невинной, более приземлённой точки зрения». Кеннет Партридж из Billboard назвал «Thunder Road» «пятиминутной поп-оперой» подчеркнув, что её музыка эволюционирует до самого финала; к мелодии добавляются всё новые инструменты по мере того, как намерения рассказчика становятся всё более отчётливыми. В свою очередь публицист AllMusic Джеймс Джерард охарактеризовал настроение песни как скорее меланхоличное, чем ободряющее. "«Thunder Road» [как-бы] предлагала «Хочешь рискнуть?», — отмечал Хайатт, «Однако в ней чувствовался подспудный страх перед будущем».
«Tenth Avenue Freeze-Out» рассказывает о персонаже по имени Бэд Скутер (англ. Bad Scooter), который «ищет своё место в жизни». Отчасти автобиографическая, отчасти мифологическая, песня описывает историю Спрингстина и E Street Band, которые изо всех сил пытаются добиться коммерческого успеха работая дни напролёт; в конце песни они преуспевают в своём начинании после того, как (в третьем куплете) к ним присоединяется «Big Man» (саксофонист Клемонс). В музыкальном плане композиция базируется на весёлой мелодии в стиле R&B, которую исполняет духовой оркестр из приглашённых музыкантов. Биографы Филипп Марготен и Жан-Мишель Жесдон сравнили её звучание — выстроенное на фанковом груве Ван Зандта — c произведениями знаменитого мемфиского лейбла Stax Records. В своей книге Songs 2003 года, Брюс Спрингстин назвал «Tenth Avenue Freeze-Out» «биографией группы» с мелодией в стиле «уличной вечеринки».
«Night», самая короткая песня альбома, повествует о человеке, который чувствует себя заложником трудовых будней. Лирический герой (синий воротничок) ненавидит свой график, длящийся с девяти до пяти, но любовь к драг-рейсингу мотивирует его продолжать работать, чтобы получать возможность возвращаться к своей ночной жизни. Как и в других произведениях альбома, образ шоссе в этой песне используется в качестве метафоры для обозначения побега от обыденности . В музыкальном плане композиция характерна неоднократными минорными и мажорными изменениями мелодии; по мнению Мазура, минорная тональность словно «порицает монотонный мир дневной работы», а мажорная — «даёт [главному герою] возможность уноситься в ночь под визг [колёс его автомобиля]». Марготин и Жесдон особо выделяют эффект «Стены звука», ключевой в мелодии песни, и сравнивают её рок-н-ролльное звучание с творчеством музыканта Чака Берри.
«Backstreets» начинается длинным фортепианным вступлением. Мазур охарактеризовал его как «оперное и театральное», а писатель Грейл Маркус заявил, что «оно могло бы стать прелюдией к рок-н-ролльной версии „Илиады“». При создании инструментальных партий группа черпала вдохновение из произведений Дилана и Орбисона. Песня рассказывает историю дружбы протагониста с человеком по имени Терри, используя как реалистические, так и поэтические образы. Герои сближаются, однако вскоре их отношения рушатся из-за того, что Терри уходит к кому-то другому, после чего рассказчик «размышляет о том, что из них с Терри не вышло киногероев, „коими мы себя представляли“». В песне не раскрывается половая принадлежность Терри, связи с чем некоторые рецензенты интерпретируют их отношения как гомосексуальные. Хотя, её концертное исполнение в конце 1970-х даёт отчётливое понимание, что Терри — женщина (так как упоминается как «она» и «малышка»). Композиция содержит автобиографические элементы, связанные с юностью Спрингстина, а также отсылки к кинематографу.

### Вторая сторона
В заглавной песне, «Born to Run», Спрингстин использует автомобиль в качестве метафоры спасения от гнетущей жизни. Среди персонажей, коих он называет «бродягами», фигурируют рассказчик и девушка по имени Венди. Первый работает на унылой работе, «в поте лица» воплощая собой «несбывшуюся американскую мечту», а по ночам присоединяется к сообществу стрит-рейсеров. Он говорит Венди, что город, в котором они живут, — «смертельная ловушка», и им нужно уехать, «пока [они] молоды», потому что «такие бродяги, как мы… рождены, чтобы бежать». Анализируя гимновый посыл песни рецензенты пришли к выводу, что в её основе «заложена печаль», а также «чувство отчаяния», поскольку рассказчик обещает Венди, что однажды они достигнут земли обетованной, но он не знает, когда. Он просто хочет сбежать с ней, чтобы «разобраться в себе и понять, реальны ли его юношеские представления о любви», и «заявляет о своём желании умереть с ней на улице» и любить её «всеми безумными фибрами [своей] души». Мелодия сочетает в себе рок-н-ролл и хард-рок с рокабилли и джазом, а также содержит элементы Tin Pan Alley. Всё это спродюсировано в стиле «Стены звука». Джейсон Анкени назвал песню «торжеством духа рок-н-ролла, передающего, с кинематографическим воодушевлением, юношескую самозабвенность музыки, безумную страсть и экстраординарные обещания [лирического героя]». Диджей из Кливленда Кид Лео ставил её в эфир каждый вечер пятницы, тем самым «официально начиная выходные».
«She’s the One» рассказывает об одержимости лирического героя некой девушкой. Хотя она оказывается лгуньей и плохо на него влияет, он продолжает к ней возвращаться. Спрингстин никогда не раскрывал деталей, кто именно послужил прообразом этой девушки, тем не менее Марготин и Жесдон предположили, что это могла быть Карен Дарвин, которая была возлюбленной музыканта в тот период. Звучание песни вдохновлено творчеством Бо Диддли, базируясь на схожем ритме, в свою очередь вокал Спрингстина демонстрирует влияние Элвиса Пресли. Джазовая «Meeting Across the River» музыкально и тематически отличается от предыдущих произведений, опираясь на партии фортепиано, трубы и контрабаса. Марготин и Жесдон сравнили звучание композиции с джазовым саундтреком фильма в стиле нуар, которое «резко контрастирует с другими произведениями [альбома]». Лирический герой песни и его напарник Эдди — мелкие жулики, которые планируют провернуть криминальное дело на другом берегу Гудзона (в Нью-Йорке), стремясь сорвать большой куш, сулящий им крупную сумму денег. С целью произвести впечатление на девушку рассказчика. Переполненная темами отчаяния и безнадёжности, композиция заканчивается открытым финалом, оставляя неясным, добились гангстеры успеха или нет.
Действие «Jungleland» происходит в одноимённом месте (в Гарлеме), где полуночная сходка бандитов прерывается полицейским рейдом. В пропитанной мрачной атмосферой песне поётся о члене банды из Нью-Джерси, известном как Волшебная крыса, который скрывается от властей со своей возлюбленной — «босоногой девушкой». Ближе к концу песни их отношения портятся; девушка бросает бандита и его убивают прямо посреди улицы. В тексте отмечается, что Крыса был застрелен своей «собственной мечтой», символизирующей, по словам Мазура, что «улетучивающаяся американская мечта в конце концов нас и убивает, а грёзы о побеге — это то же самое, только под другим углом, ещё одна западня». После смерти Крысы на улицах начинаются погромы, пока их не сравнивают с землёй. Композиция длится более девяти минут, помимо вокала Спрингстина, в ней звучит фортепиано Биттана и скрипка Суки Лахав, а также длинное соло Клемонса на саксофоне, которое длится более двух минут.

## Обложка
Это был один из тех альбомов, которые вам даже не обязательно было [предварительно] слушать. Когда вы видели обложку, вы сразу же говорили: „Я хочу его [купить]“.— Брюс Спрингстин

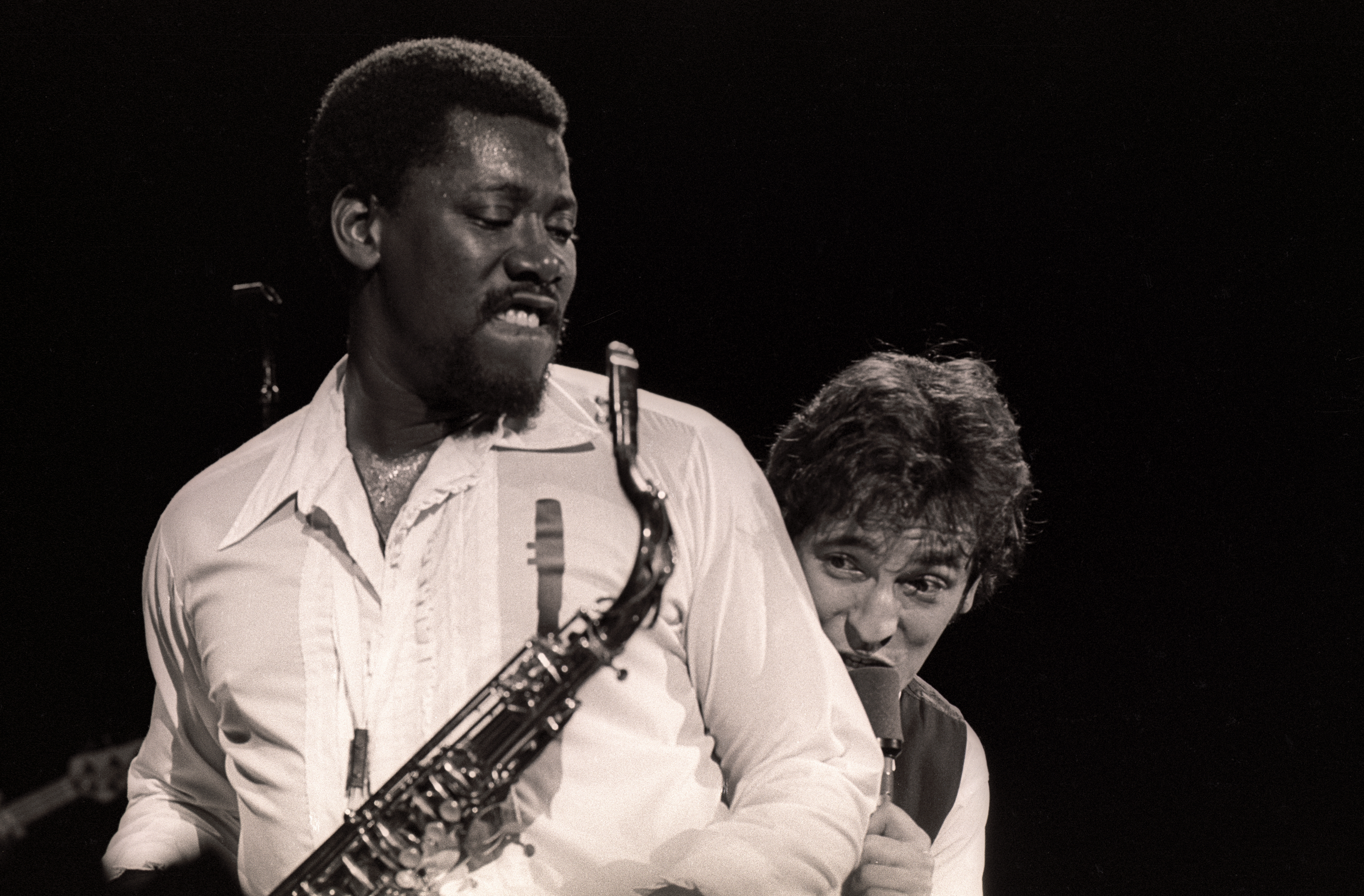
На обложке альбома Born to Run Спрингстин (справа) изображён опирающимся на плечо саксофониста E Street Band Кларенса Клемонса (слева)

Фотография для обложки была сделана Эриком Меолой в его личной студии 20 июня 1975 года. Из-за плотного рабочего графика Спрингстин постоянно откладывал съёмки. Когда музыкант, наконец-то появился в студии, он привёл с собой Клемонса, которого тоже хотел видеть на обложке. За три часа Меола отснял около 900 фото, на некоторых из которых Спрингстин был запечатлён под пожарной лестницей, настраивающим радиоприёмник и с гитарой; непригодившиеся снимки были использованы Columbia для дальнейшей промо-кампании альбома.
На выбранном чёрно-белом снимке Спрингстин держит гитару, прислонившись к Клемонсу. Брюс одет в чёрную кожаную куртку, а Кларенс — в белую клетчатую рубашку и чёрную шляпу. По мнению Меолы, снимок получился выдающимся: «Я хотел сделать что—то, что было бы практически невозможно распечатать идеально, но на что было бы красиво смотреть, если бы всё же удалось — что-то невинное, но в то же время элегантное». На гитарном ремне Спрингстина красовался значок с изображением Элвиса Пресли, так он хотел продемонстрировать, что Пресли очень повлиял на него, как музыканта. Гитара Брюса, Fender Telecaster с грифом от Esquire впоследствии появилась на обложках альбомов Live 1975-85 (1986), Human Touch (1992) и Greatest Hits (1995). В 2011 году обложка Born to Run попала в список лучших обложек всех времён по мнению читателей журнала Rolling Stone. Мазур назвал её «классической» и «одной из самых знаковых в истории рока».

Обложку альбома пародируют герои детской телепередачи «Улица Сезам»

Изображение простирается на обе стороны обложки LP; внутренняя сторона грампластинки содержит тексты песен и портрет Спрингстина. Идея откидной обложки принадлежала арт-директору Columbia Джону Бергу, за оформление конверта отвечал Энди Энгел. По словам Берга «по моим ощущениям, потребовалась около недели переговоров», чтобы лейбл одобрил концепцию откидной, двухсторонней обложки, потому что «она не вписывалась в негласные правила; так как они делали подобные вещи только для двойных альбомов» (из-за увеличенной стоимости). На первых тиражах имя Ландау было написано с ошибкой — «John» вместо «Jon»; Columbia напечатала специальные наклейки, чтобы скрыть опечатку, — по некоторым сообщениям, их было выпущено около 400 000 штук. В нескольких оригинальных изданиях песня «Meeting Across the River» фигурировала под своим первоначальным названием — «The Heist», а на оригинальной обложке альбома название было написано от руки ручкой с ширококонечным пером. Эти копии, известные как «обложка, написанная от руки», очень редки и являются одними из самых востребованных предметов коллекционирования среди поклонников Спрингстина.
Спрингстин и Клемонс периодически воспроизводили культовую позу с обложки во время концертов. Впоследствии её изображение пародировали другие артисты, в том числе американская рок-группа Cheap Trick для альбома Next Position Please (1983), японская певица Маи Кураки для сингла «Stand Up» (2001), радиоведущие Том и Рэй Маглиоцци для сборника Born Not to Run: More Disrespectful Car Songs (выпущенном в 2003 году под патронажем популярного юмористического подкаста Car Talk) и испанский коллектив Los Secretos для лонгплея Algo prestado (2015). Помимо этого, в веб-комиксе «Кевин и Келл» одноимённые герои имитировали эту позу на обложке номера «Born to Migrate»: Кевин Дьюклоу изображал Спрингстина (с морковкой в руках), а Келл Дьюклоу — Клемонса (с кучей обглоданных костей). Кроме того, персонажи «Улицы Сезам» Берт и Коржик имитировали позу на обложке альбома Born to Add, посвящённого одноимённой детской телепередаче.

## Выпуск и продвижение
20 июля 1975 года, сразу после завершения микширования альбома, Спрингстин и E Street Band отправились в турне по Восточному побережью США; Брюс одобрил окончательную версию мастер-диска, находясь в дороге. Тур продолжался до августа, концерты проходили с аншлагом, так в ночном клубе The Bottom Line в Гринвич-Виллидже были распроданы все билеты на десять шоу подряд (которые были отыграны в течение пяти дней). Руководство Columbia выкупило пятую часть билетов для рок-журналистов и СМИ в целях дополнительного продвижения пластинки. Ожидания были высокими. Клемонс вспоминал: «Мы были буквально на грани [нервного срыва]. Если бы мы потерпели фиаско, это бы очень пагубно на нас повлияло в эмоциональном плане». Тем не менее, концерты прошли с большим успехом, получив высокие оценки как от критиков, так и от бывшего президента Columbia Клайва Дэвиса. По мнению Киркпатрика, эти шоу «продемонстрировали поклонникам рока и СМИ, что Спрингстин был настоящим музыкантом, а не раскрученной пустышкой». В 1987 году журнал Rolling Stone включил эти выступления в список «20 концертов, изменивших рок-н-ролл» (Live! Twenty Concerts That Changed Rock & Roll). Спустя 17 лет это же издание вновь отметило нью-йоркские концерты Спрингстина в новом варианте рейтинга — «50 событий, извинивших рок-н-ролл» (50 Moments That Changed Rock and Roll: Otis and Jimi Burn it Up).
Стоимость рекламной кампании, направленной как на простых потребителей, так и на представителей музыкальных СМИ, составила 250 000 долларов (сопоставимо с ресурсами, задействованным для альбома Random Access Memories Daft Punk). Организаторами выступили Columbia и CBS, руководителем — Глен Брунман. В преддверии выхода альбома CBS выделили 40 000 долларов на телерекламу, в которой фигурировали первые два альбома музыканта и цитата Ландау «Я видел будущее рок-н-ролла, и имя ему — Брюс Спрингстин», которая была изначально опубликована в The Real Paper после того, как продюсер впервые увидел концертное исполнение «Born to Run». Реклама увеличила продажи обоих альбомов настолько, что они попали в чарт Billboard Top LPs & Tape, достигнув 60-го (Greetings) и 59-го (The Wild) места, спустя два года после их первоначального релиза. Количество предварительных заказов на Born to Run превысило 350 000 единиц, что более чем в два раза превышало продажи Greetings и Wild вместе взятых. В итоге, Born to Run стал первым альбомом в истории звукозаписывающей индустрии США, получившим «платиновый» статус (1 миллион копий).
Выпущенный 25 августа 1975 года, Born to Run достиг 3-й строчки в чарте Billboard Top LPs & Tape, возглавил хит-парад журнала Record World и отметился на 36-м месте британского UK Albums Chart. Помимо этого, альбом добрался до 7-й строчки в чартах в Австралии, Нидерландов и Швеции, 20-й в Ирландии, 26-й в Норвегии, 28-й в Новой Зеландии и 31-й в Канаде. К концу 1975 года было продано 700 000 копий альбома. В 2022 году Born to Run получил семикратную «платиновую» сертификацию от Американской ассоциации звукозаписывающих компаний. В поддержку альбома было выпущено два сингла. Первый, «Born to Run» с би-сайдом «Meeting Across the River» (25 августа 1975 года), достиг 23-го места в Billboard Hot 100 и завоевал огромную популярность на радио. Второй, «Tenth Avenue Freeze-Out» с би-сайдом «She’s the One» (январь 1976 года), добрался лишь до 83-й позиции того же чарта.

### Ажиотаж в СМИ и последовавшая негативная реакция
Альбом был очень ожидаемым и широко разрекламированным. В октябре 1975 года Спрингстин стал первым артистом, который появился на обложках журналов Time и Newsweek одновременно. Джей Кокс из Time посвятил свою статью биографии Брюса, в то время как Морин Орт из Newsweek сделала акцент на рекламной кампании Columbia и шумихе вокруг музыканта, настаивая на том, что он был поп-звездой, созданной индустрией.
Шумиха вокруг Спрингстина сама по себе стала темой для обсуждения, поскольку критики задавались вопросом, был ли он настоящим музыкантом или лишь продуктом хорошей промо-кампании звукозаписывающего лейбла. Журналист Джон Синклер из Ann Arbor Sun утверждал, что Дэйв Марш и Джон Ландау (который активно публиковался в СМИ) были «зачинщиками масштабной шумихи вокруг Спрингстина». Исследования ажиотажа продолжились после выхода альбома в статьях журналов BusinessWeek и Melody Maker, репортёр последнего утверждал, что Спрингстин «не занимался хайпом» потому что он и без этого был «по-настоящему хорош», а «хайп нужен лишь тем артистам, которые обделены вниманием». Оглядываясь назад, Мазур заявил: «Бо́льшая часть негативной реакции на Спрингстина была вызвана отвращением к шумихе [вокруг него], а не к его музыке, хотя статьи о хайпе лишь сильнее подпитывали рекламную машину».
Спрингстин был задет негативной реакцией средств массовой информации, особенно статьёй Генри Эдвардса в The New York Times, в которой он оклеветал как самого музыканта, так и его пластинку. Брюс чувствовал, что промо-кампания вышла из-под его контроля, а лейбл Columbia, который провозгласил его «будущим рок-н-ролла», совершил ошибку. По сообщениям, после выхода альбома у музыканта не осталось каких бы то ни было иллюзий, он заявил, что в тот период ощущал себя на самом дне. Когда негативные дискуссии поутихли, продажи альбома просели, и через 29 недель Born to Run выбыл из чартов. В книге «Цветы на свалке» (англ. Flowers in the Dustbin), бывший обозреватель Rolling Stone и Newsweek Джеймс Миллер писал, что «массовый маркетинг» Спрингстина в США и Зигги Стардаста Дэвида Боуи в Британии привёл к тому, что «эпоха невинности в рок-музыке подошла к концу — вероятно, окончательно и бесповоротно».

## Отзывы критиков
Это музыкальный эквивалент «На дороге» Джека Керуака или «Дикаря» с Марлоном Брандо в главной роли, главная история о молодежи, пытающейся найти свой путь в мире к взрослой жизни.— Стив Балтин, журнал «Форбс»
Современная пресса высоко оценила альбом, особенно хвалили кинематографичное повествование (описывая тексты) и продюсерскую работу, с упором на «Стену звука» (описывая музыку). Публицист Грейл Маркус писал в статье для Rolling Stone, что Спрингстин усиливает романтизированные американские темы величественным звучанием, идеальным стилем рок-н-ролла, выразительными текстами и страстной подачей — одним из определяющих факторов «великолепного» альбома. Джон Рокуэлл из The New York Times назвал Born to Run «шедевром панк-поэзии» и «одной из величайших пластинок последних лет». В свою очередь, музыкальный обозреватель The Village Voice Роберт Кристгау выразил мнение, что Спрингстин воплощает в песнях значительную часть Американского мифа — как правило преуспевая в этом начинании, несмотря на склонность артиста к театральности и «псевдотрагичному фатализму [амплуа] прекрасного неудачника».
Ряд критиков сошлись во мнении, что Born to Run стал трамплином для Спрингстина в мейнстрим. Рецензенты высоко оценили вокальное исполнение, музыку и продюсерскую работу. Сравнивая лонгплей с предыдущими пластинками музыканта, обозреватели сочли, что тексты песен стали более доступными и теперь обладали «универсальными чертами, выходящими за рамки произведений и легенд, на которые опирался автор». В рецензии для журнала Creem Лестер Бэнгс едко похвалил Спрингстина за то, что он «больше не старался втиснуть как можно больше слогов в каждую строчку». Также критики положительно отзывались о мастерстве группы E Street Band, особенно Кларенса Клемонса.
Некоторые критики, включая Бэнгса и Кокса, провозгласили Спрингстина визионером, которому суждено спасти рок-музыку, как пояснил Стивен Холден, от «нынешнего состояния упадка». Бэнгс подчеркнул, что автор «напомнил нам всем, каково это — любить рок-н-ролл так, словно ты только что открыл этот жанр для себя, а затем запустил руки поглубже в его нутро и прогнул под себя — как по маслу». Роберт Хилбёрн из Los Angeles Times назвал лонгплей «краеугольным», заявив: «Прошло много времени с тех пор, как кто-либо в рок-музыке вкладывал в альбом столько страсти и амбиций». В статье для Circus Raves, Холден упомянул Born to Run в числе величайших пластинок десятилетия, наряду с Layla and Other Assorted Love Songs (1970), Who’s Next (1971) и Exile on Main St. (1972), а Дэвид Макги поставил Спрингстина в один ряд с такими рок-исполнителями, таких как Элвис Пресли, Чак Берри, Боб Дилан, The Rolling Stones и The Beatles.
Часть рецензентов сочла альбом перепродюсированным, посетовав на эгоцентричное влияние («твёрдой руки») Спрингстина. Рой Карр из NME жаловался на отсутствие у музыканта ярко выраженной вокальной индивидуальности, пренебрежительно сравнивая его с Дэвидом Боуи, однако подчёркивая, что ему не хватает «дальновидности» последнего. Карр также назвал музыку альбома лишённой вдохновения и утверждал, что её автор «как правило слишком старается, в результате чего во многих случаях перегибает палку». Обозреватель The Real Paper Лэнгдон Виннер заявил, что, поскольку Спрингстин сознательно придерживается традиций и стандартов, превозносимых рок-критикой, Born to Run является «настоящим памятником ортодоксальности рок-н-ролла». Майк Джан из High Fidelity жаловался на содержание песен, полагая, что после трёх альбомов Спрингстин становится типичным «эксплуататором персонажей». Другие издания критиковали песни за «шаблонность» и «непримечательность», называя их «экспансивной мешаниной». Более сдержанный в своих оценках Джерри Гилберт из Sounds считал, что Born to Run не был таким «краеугольным», как Greetings и Wild, но обладал достаточным «отличием» от этих двух альбомов, чтобы стоять особняком: «Я полюбил его, но незнакомым с музыкой Брюса было бы лучше начать с того, чем восхищались критики в прошлом. Давним фанатам придётся проявить упорство».
Born to Run занял 3-е место среди лучших альбомов 1975 года по версии Pazz & Jop — ежегодного опроса газеты The Village Voice в котором участвуют музыкальные критики — уступив только пластинкам The Basement Tapes Боба Дилана (записанного совместно с канадской фолк-группой The Band) и Horses Патти Смит. Создатель опроса Роберт Кристгау поставил его на 12-е место в своём личном списке того года.

## Гастроли и судебная тяжба

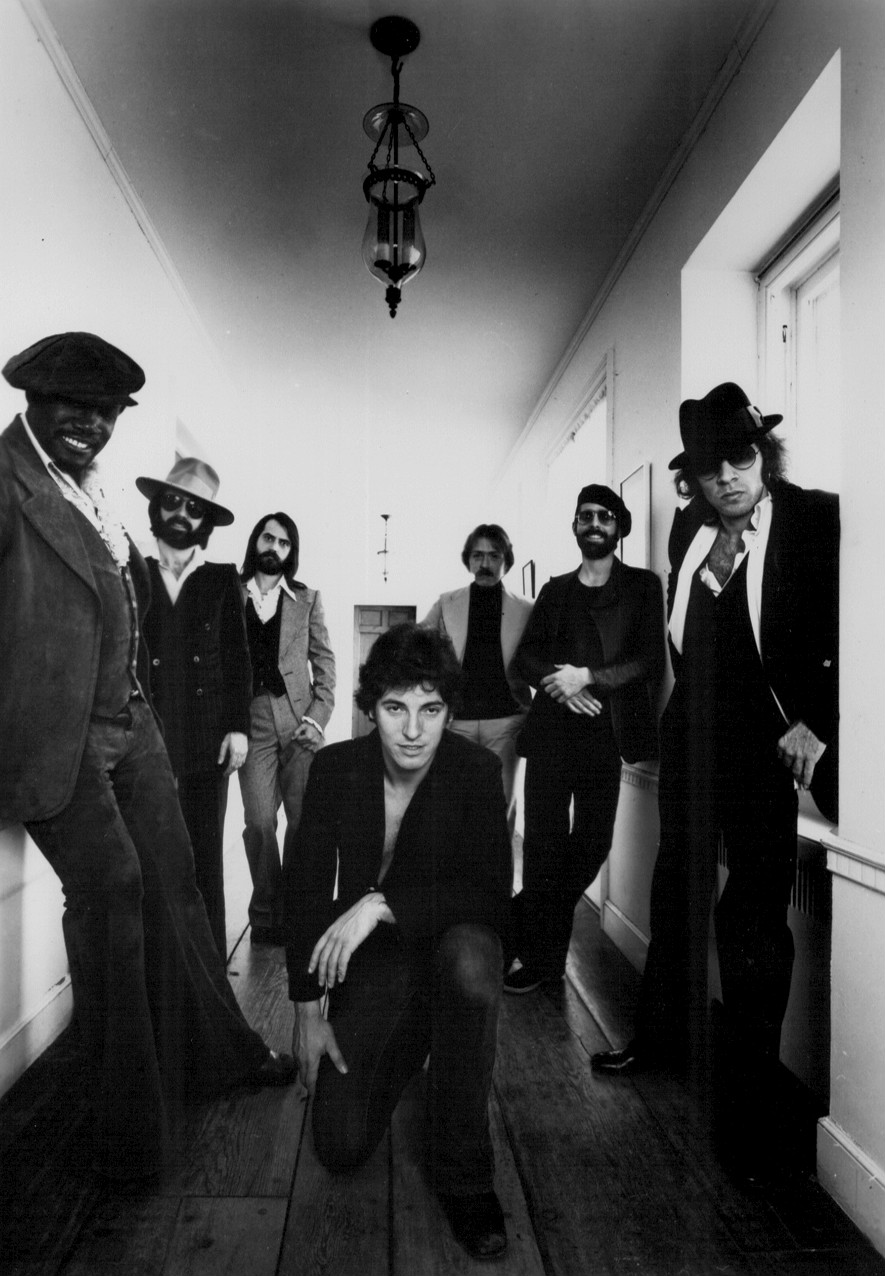
Спрингстин (в центре, на коленях) и группа E Street Band, февраль 1977 года

Спрингстин и E Street Band — в составе Рой Биттан, Кларенс Клемонс, Дэнни Федеричи, Гарри Таллент, Макс Вайнберг и Стивен Ван Зандт — продолжили гастролировать по США в течение оставшейся части 1975 года. За счёт успеха альбома посещаемость их концертов заметно возросла. В середине ноября группа отправилась в Европу, чтобы отыграть первые концерты за пределами Северной Америки.
Первыми были два выступления в лондонском Hammersmith Odeon. Спрингстин был недоволен организацией рекламы зале, посрывав афиши («Наконец-то, Лондон готов к Брюсу Спрингстину и E Street Band») в вестибюле и приказав не раздавать значки с напечатанной на них цитатой Ландау «будущее рок-н-ролла». Первое шоу вызвало неоднозначную реакцию британской прессы. Хотя многие рецензенты хвалили сценическую харизму артиста, другие сетовали на непохожесть британской и американской культур, объясняя причину вялой реакции аудитории, а также на завышенные ожидания подогретые масштабной промо-кампанией в СМИ. Спрингстин расценил шоу как провальное. По возвращении в США группа отыграла пять аншлаговых концертов в Tower Theater в Филадельфии в конце декабря.
К 1976 году у Спрингстина возникли разногласия с Аппелем по поводу направления его карьеры. Менеджер артиста хотел извлечь выгоду из успеха Born to Run, выпустив вдогонку концертный альбом, в то время как Спрингстин намеревался вернуться в студию вместе с Ландау и поработать над новым материалом. Музыкант также был обеспокоен низкими персональными доходами (из-за «мошенничества» Аппеля в финансовых вопросах), учитывая успех пластинки. Понимая, что условия контракта с менеджером складываются не в его пользу, в июле 1976 года Спрингстин подал в суд на Аппеля в попытке отстоять право самостоятельно решать как ему работать. Последовавшее за этим судебное разбирательство помешало ему записываться в студии, затянувшись практически на год, в течение этого времени музыкант продолжал гастролировать с E Street Band. Вторая часть турне, получившая название Chicken Scratch Tour, продлилась с марта по май — за это время группа исколесила весь американский Юг.
Спрингстин сочинял новый материал в дороге и на своей ферме в Холмделе, по слухам написав от 40 до 70 песен. Он продолжал выступать в течение девяти месяцев с августа 1976 года по май 1977 года, отправившись в турне Lawsuit, где начал обкатывать новые песни, такие как «Something in the Night» и «The Promise», которые быстро стали фаворитами публики на концертах. Судебный процесс был урегулирован 28 мая 1977 года; Спрингстин выкупил свой контракт у Аппеля (предлагавшего новое соглашение), который получил единовременную выплату в размере 800 000 долларов и долю с первых трёх альбомов. Брюс и его группа немедленно отправились в студию, начав записывать продолжение Born to Run, вместе с Ландау. Сессии затянулись на девять месяцев — Спрингстин вновь требовал от музыкантов полной самоотдачи и часто менял студии из-за мании перфекционизма. В итоге, альбом Darkness on the Edge of Town увидел свет в июне 1978 года, через три года после Born to Run.

## Наследие
Это одна из тех редких записей, где артист поставил перед собой цель создать Великий Американский Альбом, и в конечном итоге ему это удаётся.— Писатель Чарльз Р. Кросс, 2015 год
Успех Born to Run спас карьеру Спрингстина и прославил своего автора. Музыкант обрёл прочную фан-базу по всей стране, которую наращивал с каждым последующим релизом. По словам Киркпатрика, Born to Run «стал не только первым хитовым альбомом [в дискографии] Спрингстина, но и преобразил рок-музыку 1970-х, одновременно раздвинув границы того, чего мог достичь автор-исполнитель в этом жанре». Хилбёрн и Карлин сравнивали Born to Run с альбомами, которые «имели настолько мощные звучание и индивидуальность, что могли навсегда изменить мировоззрение тех, кто слышал их [впервые]», ссылаясь на знаковые записи Элвиса Пресли Elvis Presley (1956) и The Sun Sessions (1976), американский дебют The Beatles — Meet the Beatles! (1964), пластинки Боба Дилана Highway 61 Revisited (1965) и Blonde on Blonde (1966), а также второй диск Nirvana — Nevermind (1991). Некоторые критики утверждали, что Born to Run представляет собой слияние двух предыдущих десятилетий рок-н-ролла, которое стало заделом для следующих двух, и не только. В статье 2005 года для портала Treble Хьюберт Вигилла назвал альбом «величайшей американской рок-н-ролльной пластинкой».
Брюс Спрингстин и E Street Band несколько раз исполняли Born to Run целиком, в том числе в Count Basie Theatre в Ред-Бэнк (штат Нью-Джерси), 7 мая 2008 года, в чикагском United Center, 20 сентября 2009 года и на нескольких других концертах осенью 2009 года в рамках турне Working on a Dream Tour. Альбом был также исполнен частично или полностью на некоторых шоу гастрольного тура Wrecking Ball World Tour 2013 года. Помимо этого, группа сыграла лонгплей целиком 20 июня 2013 года на Ricoh Arena в Ковентри, концерт был посвящён памяти актёра Джеймса Гандольфини (коллеге Ван Зандта по «Клану Сопрано»), который скончался от сердечного приступа накануне.

### Анализ
Эксперты связывали успех Born to Run был связан со страхами перед старением, присущими представителям позднего подросткового возраста. Пропустив эпоху битников 1950-х и гражданских- и антивоенных движений 1960-х, подростки в середине 1970-х почувствовали себя оторванными от мира в эпоху политических потрясений, связанных с войной во Вьетнаме и отставкой президента Ричарда Никсона. Это десятилетие также было отмечено стагфляцией, которая затронула рабочий класс, что повлекло за собой потерю веры в Американскую мечту для многих обывателей. По мнению многих аналитиков, Born to Run в совокупности отразил идеалы целого поколения американской молодёжи и «поднял тему культурного сдвига» между 1960-ми и 1970-ми годами. Джошуа Зейтц из The Atlantic резюмировал: «Спрингстин воплотил в себе потерянные 1970-е — напряжённое, политическое, несогласие рабочего класса с растущим неравенством в обществе». В свою очередь Тим Коффман из Far Out Magazine подчеркнул, что Спрингстин фактически олицетворял, что значит быть в США «голытьбой из рабочего класса, мечтающей о лучшей жизни». Сам музыкант так прокомментировал ситуацию в 2005 году: 
Люди склонны забывать по поводу „Born to Run“ [некоторые важные вещи], он был выпущен после Уотергейта и войны во Вьетнаме. Люди чувствовали, что молодость прошла, и это отчасти делало альбом актуальным, потому что я использовал в нём многие классические поэтические рок-приёмы и звуковые ходы [прошлых лет], помимо этого песни срезонировали с определённым моментом времени, когда у людей как бы подкашивались ноги.

### Ретроспективные обзоры
| Ретроспективные обзоры            | Ретроспективные обзоры |
| Оценки критиков                   | Оценки критиков        |
| Источник                          | Оценка                 |
| --------------------------------- | ---------------------- |
| AllMusic                          | [ 114 ]                |
| Chicago Tribune                   | [ 283 ]                |
| Christgau’s Record Guide          | A                      |
| The Encyclopedia of Popular Music | [ 285 ]                |
| MusicHound Rock                   | [ 286 ]                |
| New Musical Express               | 9/10                   |
| Q                                 | [ 288 ]                |
| The Rolling Stone Album Guide     | [ 289 ]                |
| Sputnikmusic                      | 5/5                    |
| Tom Hull – on the Web             | B+                     |

По прошествии лет большинство критиков сошлись во мнении, что Born to Run — шедевр и одна из лучших работ Спрингстина. Альбом называли неустаревающим, отмечая, что он заложил основу для всей последующей карьеры музыканта, сделав отличительной чертой его творчества — самобытное звучание и глубокие тексты, подробно описывающие стремление их героев к американской мечте. Отдельно хвалили музыкальное мастерство, продемонстрированное Брюсом и E Street Band, заметно возросшее в сравнении с Wild. Лу Томас из BBC Music назвал альбом «классическим произведением, честно описывающим надежды, мечты и борьбу за выживание [героев песен] при помощи присущей автору музыкальной выразительности». В свою очередь Майкл Ханн из The Guardian, заявил что Born to Run — это «альбом, на котором Спрингстин начинает превращаться из музыканта в идею, представляющую набор личных и музыкальных ценностей».
По мнению журнала «Афиша», Born to Run означает для 1970-х примерно то же самое, что и Pet Sounds The Beach Boys для 1960-х. «У обеих пластинок есть одна ёмкая идея — и бич-бойзовское „Я молод и не нахожу себе места“ у Спрингстина меняется на „Пока молоды, мы должны бороться“», — отмечал автор статьи, «Это по-настоящему великий американский альбом, бесконечно романтичный, вдохновенный и бескрайний». Обозреватель портала Paste Мэтт Митчелл назвал Born to Run «самым цельным рок-н-ролльным альбомом из когда-либо созданных», его песни «не только идеально отражают монолитное, ностальгическое, насыщенное метафорами творчество Спрингстина, но и являются лучшими примерами того, насколько великой всегда была группа E Street Band». «„Born to Run“ — это путешествие, описанное величайшим американским путешественником», — подытожил он. По мнению Джошуа Зейца, актуальность Born to Run обусловлено не только музыкой, которая прошла проверку временем, но и контекстом эпохи, в которую она создавалась. «Американцы по-прежнему борются с теми же проблемами, которые вдохновляли молодого Спрингстина. […]» — подытожил публицист.
«Блестящая драматическая запись», — охарактеризовал её рецензент Far Out Magazine, «переосмыслившая modus operandi автора, и предложившая слушателям оптимистичный звуковой выход из их монотонной повседневной жизни». Чарльз Мосс из журнала The Week назвал альбом «шедевром, идеально передающим голоса американской молодёжи и бунтарства середины 1970-х». Своему коллеге вторила Эма Касалена из American Songwriter, подчеркнув, что Born To Run запечатлел мечты совершенно особого поколения молодых людей, которые боролись с политическим климатом 1975 года, кажущейся бесконечной войной и нищетой. «Спрингстин придумал, как романтизировать американскую эстетику, не будучи излишне патриотичным. Он придерживался проверенной и верной атмосферы рок-н-ролла. А его страстный вокал выделял его среди остальных» — заключила она. Журналист «Форбс», сравнивал Born To Run с романом или фильмом, отмечая, что этот альбом стал для автора «гигантским скачком вперёд в создании повествования». Каждая из его песен — «это точка вхождения в мир тайны, мечтаний, отчаяния, страсти, тоски по свободе, романтики, одиночества, надежды, побега». Несмотря на то, что концептуальные пластинки существовали и до него (Tommy и Quadrophenia группы The Who), «но ни один альбом не рисовал такой кинематографической картины ни до, ни после».
Несмотря на культовый статус пластинки, в прессе также попадались негативные мнения. Некоторые критики сочли лонгплей перепродюсированным — «[со] слишком помпезным [звуком]» —, а самого Спрингстина «скорее умелым плагиатором, чем [музыкальным] новатором». Уильям Рулманн из AllMusic, напротив, утверждал, что «называть [альбом] помпезным — значит не уловить саму его суть», поскольку такой звук был задуман автором изначально, заключив, что «он лишь заявил о своем [грядущем] величии песнями и музыкой, которые соответствовали этим обещаниям». Между тем, в статье для журнала Blender Роберт Кристгау заявил, что напыщенная декларация величия как раз и была главным недостатком альбома, типичным примером которой стали эстетика «стены звука и белого соула в стиле оперного пения», а также «нарратив о тщетных поисках». Тем не менее, он подчеркнул, что Born to Run был важен тем, что «его классово ориентированное песенное искусство помогало избавиться от бессодержательных притязаний позднего хиппи-арена-рока». По мнению Кристофера Джона Стивенса из журнала PopMatters, сильные стороны альбома можно рассматривать и как его слабые стороны.

### Рейтинги
„Born to Run“ — самый «спрингстиновский» альбом Брюса Спрингстина — тот, который иллюстрирует безудержный шквал гитары, фортепиано, саксофона и глокеншпиля, который большинство людей ассоциируют с Боссом.— Кеннет Партридж, журнал Billboard, 2015 год
Born to Run часто фигурирует в различных рейтингах величайших альбомов 1970-х, а также в аналогичных списках лучших пластинок всех времён. По мнению Мэтью Тауба из NME, Born to Run — «вероятно, лучший рок-альбом 1970-х годов и, несомненно, один из лучших, когда-либо записанных». В 2023 году редакция журнала American Songwriter включила его в список 10 альбомов сформировавших музыкальный ландшафт 1970-х. В 1987 году журнал Rolling Stone поставил его на 8-е место в списке «100 лучших альбомов за последние двадцать лет», а в 2003 году — на 18-е в своем списке «500 величайших альбомов всех времён» (лонгплей сохранил эту позицию в обновлённом рейтинге 2012 года, однако опустился до 21-й строчки в пересмотренном списке 2020-го). В аналогичном списке NME пластинка заняла 85-е место, редакция назвала диск «триумфальным», а его восемь песен — воспевающими «окружённую романтическим флёром одноэтажную Америку» — «безупречными», отмечая, что в этом плане автор превзошёл самого себя. В 2000 году радиостанция NPR включила Born to Run в число «100 самых важных альбомов XX-го века». Год спустя музыкальный телеканал VH1 присудил ему 27-е место в списке «100 величайших пластинок всех времён», а в 2003 году он был признан «самым популярным альбомом всех времён» в первом рейтинге составленном по заказу Zagat Survey Music Guide. Лонгплей отметился на 20-м месте в книге Колина Ларкина «1000 лучших альбомов всех времён» (2000), а также был включён в альманах «1001 альбом, который вы должны услышать, прежде чем умрете» (2006). Помимо этого, лонгплей фигурировал на 16-й строчке хит-парада Consequence «100 величайших альбомов всех времён», на 22-м месте «аналогичного рейтинга Apple Music», а также занял 15-место в списке интернет-издания Paste «300 величайших альбомов всех времён».
В списках, ранжирующих студийные альбомы Спрингстина от худшего к лучшему, Born to Run неизменно занимает высшие позиции. Пластинка отметилась на 1-м месте в рейтингах порталов Ultimate Classic Rock, Uproxx, Yardbarker и Stereogum (чей автор заявил: «[Брюс] никогда так больше не звучал, и никто другой тоже»), музыкального журнала NME, а также в читательском голосовании Rolling Stone, она «превратила [Брюса] в суперзвезду» — подчеркнула редакция издания. Лонгплей занял 2-е место в списках The Telegraph (2020), Consequence of Sound (2020), WhatCulture (2020), Far Out Magazine (2022), Spin (2022) и Irish Examiner (2024). А также 3-ю строчку в рейтинге Mojo (2024) и 4-ю в списке The Guardian (2019). Помимо этого, журнал American Songwriter отметил открывающую композицию альбома — «Thunder Road» — на 2-м месте рейтинга «Лучших титульных песен» в карьере музыканта.
В 2003 году Born to Run был включён Библиотекой Конгресса в Национальный реестр аудиозаписей как имеющий «культурное, историческое или эстетическое значение». В том же году он пополнил число записей, введённых в Зал славы премии «Грэмми». В декабре 2005 года представитель США от Нью-Джерси Фрэнк Паллоне и ещё 21 соавтор предложили законопроект H.Res. 628, который предполагал празднование 30-й годовщины Born to Run и всей карьеры Спрингстина. Как правило, резолюции, посвященные чествованию «сынов отчизны» принимаются простым голосованием. Однако, законопроект был отклонён после передачи в Комитет Палаты представителей по образованию и трудовым ресурсам.

## Переиздания
| 30th Anniversary Edition | 30th Anniversary Edition |
| Оценки критиков          | Оценки критиков          |
| Источник                 | Оценка                   |
| ------------------------ | ------------------------ |
| Blender                  | [ 303 ]                  |
| Entertainment Weekly     | A−                       |
| The Guardian             | [ 249 ]                  |
| Pitchfork                | 10/10                    |
| Stylus Magazine          | A                        |

Born to Run переиздавался в 1977, 1980 и 1993 годах (издание 1980-го было обновлено мастерингом на половинной скорости, релиз 1993-го выпускался на CD). 15 ноября 2005 года лейбл Columbia переиздал альбом в виде расширенного бокс-сета, приуроченного к 30-летию релиза. В комплект, озаглавленный 30th Anniversary Edition, входили ремастированная CD-версия оригинальной пластинки и DVD, содержащий документальный фильм о создании альбома под названием Wings for Wheels, а также концертный фильм демонстрирующий выступление Спрингстина и E Street Band в лондонском Hammersmith Odeon (записанное 18 ноября 1975 года). Wings for Wheels содержит интервью со Спрингстином и участниками E Street Band, а также бонусный фильм о выступлении музыкантов в Лос-Анджелесе в 1973 году. Юбилейное переиздание было тепло встречено критиками, которые особо хвалили обновлённый, отреставрированный звук. Марк Ричардсон из Pitchfork назвал Born to Run знаковой пластинкой, даже по меркам Спрингстина. Он похвалил концертный фильм, посчитав его «абсолютно необходимой вещью в дискографии артиста», однако посетовал, что Wings for Wheels, снятый в стиле VH1 с «льстивыми комментариями от группы, продюсеров, менеджера и т. д.», будет интересен лишь самым преданным фанатам музыканта. Из плюсов были отмечены технические нюансы создания альбома, а также комментарии самого Спрингстина к песням — что они означают и как он их написал — которые, порой, открывают их с совершенно иной стороны.
В 2007 году Wings for Wheels получили премию «Грэмми» в номинации «Лучший музыкальный фильм» на 49-й церемонии вручения премии.
В 2014 году звукорежиссёр Боб Людвиг подготовил новый ремастер пластинки с отреставрированным звуком, который был включен в бокс-сет The Album Collection Vol. 1 1973–1984, состоящий из ремастированных изданий первых семи альбомов Спрингстина. В 2015 году все семь альбомов были выпущены по-отдельности в честь празднования Дня музыкального магазина.

## Список композиций
Слова и музыка всех песен — Брюс Спрингстин.
| №  | Название                  | Длительность |
| -- | ------------------------- | ------------ |
| 1. | «Thunder Road»            | 4:49         |
| 2. | «Tenth Avenue Freeze-Out» | 3:11         |
| 3. | «Night»                   | 3:00         |
| 4. | «Backstreets»             | 6:30         |

| №                   | Название                   | Длительность |
| ------------------- | -------------------------- | ------------ |
| 1.                  | «Born to Run»              | 4:30         |
| 2.                  | «She’s the One»            | 4:30         |
| 3.                  | «Meeting Across the River» | 3:18         |
| 4.                  | «Jungleland»               | 9:34         |
| Общая длительность: | Общая длительность:        | 39:23        |

## В записи участвовали
Данные взяты из буклета альбома, за исключением отмеченных мест.
- Брюс Спрингстин — ведущий вокал, соло- и ритм-гитара (1-6, 8), губная гармоника (1), аранжировка духовых инструментов (2)

| E Street Band - Рой Биттан — фортепиано (треки 2-4, 6-8), колокольчики (1, 3), клавесин (3, 6), орга́н (4, 6), фортепиано Fender Rhodes (1), бэк-вокал (1) - Кларенс Клемонс — саксофон (1-3, 5, 6, 8) - Гарри Таллент — бас-гитара (1-6, 8) - Макс Вайнберг — ударные (1-4, 6, 8) - Эрнест Картер — ударные (5) - Дэнни Федеричи — орга́н (5), колокольчики (5) - Дэвид Сансиус — клавишные (5), фортепиано Fender Rhodes (5) | Дополнительные музыканты - Майк Аппель — бэк-вокал (1) - Стивен Ван Зандт — бэк-вокал (1), аранжировка духовых инструментов (2) - Рэнди Брекер — труба (2, 7), флюгельгорн (2) - Майкл Брекер — тенор-саксофон (2) - Дэвид Сэнборн — баритон-саксофон (2) - Уэйн Андре — тромбон (2) - Ричард Дэвис — контрабас (7) - Суки Лахав — скрипка (8) - Чарльз Калелло — дирижирование и создание струнных аранжировок (8) | Технический персонал - Брюс Спрингстин — продюсирование - Майк Аппель — продюсирование - Джон Ландау — продюсирование (1-4, 6-8) - Джимми Айовин — звукорежиссёр, мастеринг - Том Панунцио, Корки Стасиак, Дэйв Тонер, Рикке Делена, Энджи Аркури, Энди Абрамс — ассистенты звукорежиссёра - Луис Лахав — звукрежиссёр (5) - Грег Калби — све́дение - Пол Престопино — техническое обслуживание - Джон Берг, Энди Энгел — дизайн альбома - Эрик Меола — фотографии для обложки и буклета |

## Чарты и сертификация
| Чарт (1975-76)                 | Высшая позиция |
| ------------------------------ | -------------- |
| Австралия                      | 7              |
| Великобритания                 | 36             |
| Ирландия                       | 20             |
| Канада                         | 31             |
| Нидерланды                     | 7              |
| Новая Зеландия                 | 28             |
| Норвегия                       | 26             |
| США (Billboard Top LPs & Tape) | 3              |
| США (Record World)             | 1              |
| Швеция                         | 7              |

| Чарт (1985)    | Высшая позиция |
| -------------- | -------------- |
| Великобритания | 17             |

| Чарт (2005)                     | Высшая позиция |
| ------------------------------- | -------------- |
| Италия 30th anniversary edition | 41             |
| США (Billboard 200)             | 18             |

### Сертификация
| Австралия | 2× Платиновый | 140,000^   |
| Великобритания | Платиновый    | 300,000^   |
| Великобритания Video – 30th Anniversary Edition | Платиновый    | 50,000^    |
| Ирландия 30th Anniversary | Золотой       | 7,500^     |
| Испания | Золотой       | 50,000^    |
| Италия (подсчёт с 2009 года) | Золотой       | 25,000*    |
| Канада | 2× Платиновый | 200,000^   |
| Нидерланды | Золотой       | 50,000^    |
| Новая Зеландия | Платиновый    | 15,000^    |
| Соединённые Штаты | 7× Платиновый | 7,000,000‡ |
| Финляндия | Золотой       | 25,000     |
| Франция | Золотой       | 100,000*   |
| * означает, что данные о продажах основаны только на сертификации ^ означает, что данные о партиях основаны только на сертификации † означает, что продажи+стриминг, основаны только на сертификации |               |            |